# 托馬斯·萊斯
托馬斯·萊斯（義大利語：Tomas Ress，1980年8月22日—），意大利籃球運動員，現在效力於意大利籃球聯賽球隊Reyer Venezia Mestre。他也代表意大利國家男子籃球隊參賽。